# Kingmatille (windmolen)
De Kingmatille (in het Fries vaak Keimpetille genoemd) is een poldermolen in Hatsum ten zuidwesten van het Friese dorp Dronrijp, dat in de Nederlandse gemeente Waadhoeke ligt.

## Beschrijving
De Kingmatille, een grondzeiler die oorspronkelijk uit 1870 dateert, werd in 1987 op zijn huidige locatie nabij het Van Harinxmakanaal geplaatst, waar hij de Hatsumerpolder bemaalt. De molen is daarnaast ook maalvaardig in circuit. De wipstok van de Kingmatille is versierd met een eenhoorn.
De molen is vernoemd naar de nabijgelegen buurtschap Kingmatille. In 1991 werd de molen, die eigendom is van de Stichting Molens in Menaldumadeel, gerestaureerd. De molen is op afspraak te bezichtigen.